# Aporocactus martianus
Aporocactus martianus, vrsta kaktusa iz Meksika.
- Porodica:  Cactaceae
- Preporučena temperatura:  Noć: 10-12°C
- Tolerancija hladnoće:  držati ga iznad 10°C
- Minimalna temperatura:  13°C
- Izloženost suncu:  treba biti na svjetlu
- Porijeklo:   Meksiko  (Oaxaca)
- Opis:  naraste do 1.5 m dužine
- Potrebnost vode:  povremeno mu zimi davati vodu